# Merles-sur-Loison
Merles-sur-Loison är en kommun i departementet Meuse i regionen Grand Est (tidigare regionen Lorraine) i nordöstra Frankrike. Kommunen ligger i kantonen Damvillers som tillhör arrondissementet Verdun. År 2022 hade Merles-sur-Loison 146 invånare.

## Befolkningsutveckling
Antalet invånare i kommunen Merles-sur-Loison
| Referens: INSEE |